# Provinz Tete
Tete ist eine von 11 Provinzen in Mosambik. Sie hat eine Fläche von ca. 100.724 km². Auf dieser Fläche leben 2.648.941 Menschen (Zensus 2017). Die Hauptstadt der Provinz Tete ist die Stadt Tete. Sie hat 305.722 Einwohner.

## Geographie und Bevölkerung
Sie liegt im Nordwesten des Landes und ist von drei Nachbarstaaten annähernd umschlossen. Im Südwesten grenzt sie an die Provinz Mashonaland Central und die Provinz Mashonaland East in Simbabwe, im Nordwesten an die Provinz Lusaka und die Ostprovinz in Sambia und die Central Region und die Southern Region in Malawi. in Mosambik grenst sie an die Provinz Zambezia im äußersten Osten und an die Provinzen Sofala und Manica im Südosten.
Die Provinz wird vom Sambesi und dessen Nebenfluss Shire, der den Malawisee entwässert, durchflossen. Die Sambesitalsperre Cahora-Bassa liegt in der Provinz.
Die Sprachen in der Provinz sind neben Portugiesisch: Sena, Ngoni, Nyanja und Barwe.

## Wirtschaft
Obwohl Bodenschätze wie Nickel-, Eisen- und Kupfererze sowie Bauxit, Kohle und Gold vorhanden sind, ist Tete vor allem eine von der Landwirtschaft dominierte Provinz. Früher lagen in der hügeligen Landschaft riesige Baumwollfelder. Diese sind aber aufgegeben. Jetzt arbeitet die Landwirtschaft meist hart an der Subsistenz, auch wenn die Tabakproduktion aufgrund massiver Anstrengungen (siehe Weblink: Cash-cropping in Tete province) zuletzt deutlich gestiegen ist und sich von 2003 bis 2006 verdoppelt hat. Die Provinz ist von Mopane-Gehölzen und Grasland geprägt.
Von 221 Dörfern berichten 58 von Landminen in 89 Feldern. Vor allem das Umland größerer Ortschaften ist davon betroffen und dort vor allem der Zugang zur Infrastruktur wie Straßen, Eisenbahnanlagen, Elektrizitätsleitungen, Brücken oder Flugpisten. 76 % der Menschen leben von der Landwirtschaft und Fischerei, 8 % haben einen staatlichen Arbeitsplatz, 7 % arbeiten in Unternehmen, u. a. in Bergwerken oder im Dienstleistungssektor.

## Administrative Gliederung
Die Provinz Tete ist in zwölf Distrikte unterteilt:
| - Angónia - Cahora-Bassa - Changara - Chifunde - Chiuta - Macanga | - Magoé - Marávia - Moatize - Mutarara - Tsangano - Zumbo |

## Ortschaften
In der Provinz liegen folgende Städte:
- Moatize
- Tete
- Zumbo
- Songo

## Postgebiet

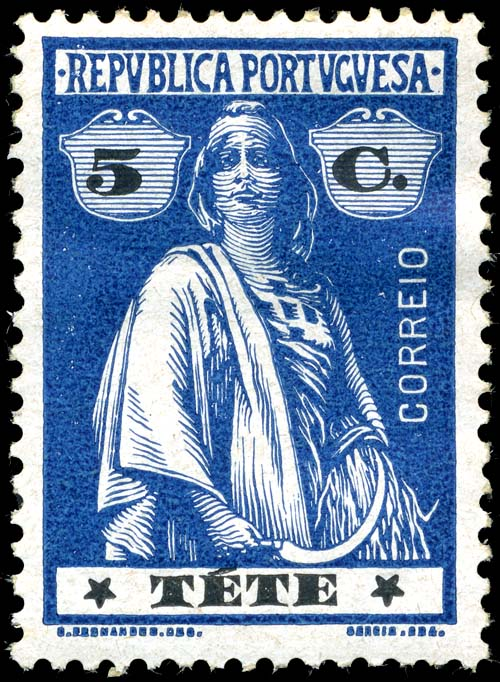
Briefmarke aus dem Jahr 1914

Die Provinz war während der portugiesischen Kolonialherrschaft kurzzeitig ein eigenständiges Postgebiet. In den Jahren 1913 und 1914 wurden zwei Serien herausgegeben, die bis 1920 verwendet wurden. Danach waren in der Provinz wieder die Marken Mosambiks in Anwendung.